# シーダート (ミサイル)
シーダート（英語: Sea Dart）は、イギリスの艦隊防空ミサイル・システム。システム区分はGWS.30。

## 来歴

### フリゲート用SAMの試み
第二次世界大戦末ごろより、イギリス海軍はフリゲート用の誘導ミサイルの開発に着手していた。今後増大が予想される対艦ミサイル脅威には艦対空ミサイル（SAM）でなければ対処できないと見積もられたことから、このミサイルは、航空機だけでなく、対艦ミサイル防御（ASMD）も想定したものとされていた。戦時中の試作品のうち最も実用に近かったのがRAE（Royal Aircraft Establishment）のベン（Ben）で、1946年1月にはロングショットと称されるようになっていた。
ベンの性能は限定的であり、まもなく、1946年から開始されていたポップシー（Popsy）計画に取って代わられた。しかし当時、軍需省のミサイル開発部門は、シースラグなど既に着手されていた開発計画に手一杯で余力がなく、1948年9月には幕僚要求事項から削除され、1950年には開発中止となった。ポップシーのかわりに砲熕兵器を用いたDACR（Direct action close range）によるASMDも検討され、70口径76mm連装砲やエリコン34mm機関砲が俎上に載せられたものの、1948年9月の研究で、いずれもASMDには力不足であると結論された。
このため、小規模な作業グループが組織されてSAMについての検討が継続され、1949年4月1日にはポップシーの有効性を裏付ける答申がなされていた。しかし依然として国内で開発できる見込みが立たなかったことから、アメリカ合衆国との共同開発が志向され、1950年7月には調査団が派米された。英米共同開発としてのモップシー（Mopsy）は、アメリカ海軍では結局採用されなかったものの、ターターに影響を与えたともいわれる。またマサチューセッツ工科大学がAAM-N-5ミーティア向けに開発していたナロービーム連続波誘導装置の技術供与を受けられたのは大きな収穫であった。1954年にはポップシーの構想を引き継ぐかたちでオレンジネル（Orange Nell）計画がスタートし、1956年に正式な幕僚要求事項（GD 45）が策定されたものの、こちらも1957年には開発中止となった。

### SIGS計画の発足
1958年の艦隊要件委員会（Fleet Requirements Committee）の提言で、ミサイル非装備のフリゲートは10年以内に陳腐化するとの見通しが示されたことから、再びフリゲート用SAMの取得が志向されることになった。アメリカのターターの導入も検討されたものの、将来発展性の不安と高価さ（特にアメリカ合衆国ドルで支払わねばならない点）から棄却され、1960年より、小型艦用誘導兵器（Small ship Integrated Guided weapon System, SIGS）の計画が着手された。
当時、シースラグの後継ミサイルを開発するNIGS（New Integrated Guided weapon System）計画のために、アームストロングとスミス、スペリーによってプロジェクト502が組織されており、このチームとブリティッシュ・エアクラフト・コーポレーション（BAC）の案がSIGS計画の俎上に載せられた。海軍本部はBACが開発していたPT.428に興味を抱いていたものの、ブースターを追加しても海軍が求める射程には不足で、また誘導方式も海軍の用途には不向きであったため、BACはまずSIG-16案を提出した。しかしこれも射程不足だったため、ラムジェットエンジンを導入して射程の延伸を図ったRP.25案が追加提出された。
海軍本部はこの案を採択したものの、設計はプロジェクト502チームが主導するように要望した。1962年にはCF.299という航空省の型番が付与され、シーダートと称されるようになり、1967年11月より生産に入った。

## 設計

### ミサイル本体
上記の経緯もあり、サスティナーとしてはラムジェットエンジンであるブリストル オーディンが採用された。機首にエアインテークが設けられ、またミサイルの後半部には、工場でケロシン系ジェット燃料を充填・密封したタンクが設置された。ミサイルの飛翔速度はMach 3.5 (1,191.02 m/s)に達するといわれる。また発射直後の加速に用いるブースターとしては固体燃料ロケットであるチョウが採用されており、ロケットエンジンの推進剤としてはコンポジット・ダブルベース火薬（CDB）を使用、16,000 kgf (160 kN)の推力を最大3秒間発揮して、まずミサイルをMach 2 (680.6 m/s)まで加速し、ラムジェットエンジンへと引き継ぐことになる。
ミサイルの誘導方式はセミアクティブ・レーダー・ホーミング（SARH）を採用した。エアインテークの中央部に「島」状の構造物が配置され、BAeディフェンス・システムズ（旧マルコーニ）製のSARH誘導装置とそのディッシュアンテナ、またロイヤル・オードナンス製の連続ロッド弾頭が収容された。またエアインテーク周囲に配置された4本のポリロッド・アンテナもSARH誘導装置の一部を形成しているが、このようにエアインテーク周囲にポリロッド・アンテナ4本を配置する手法はアメリカのタロスと同様である。

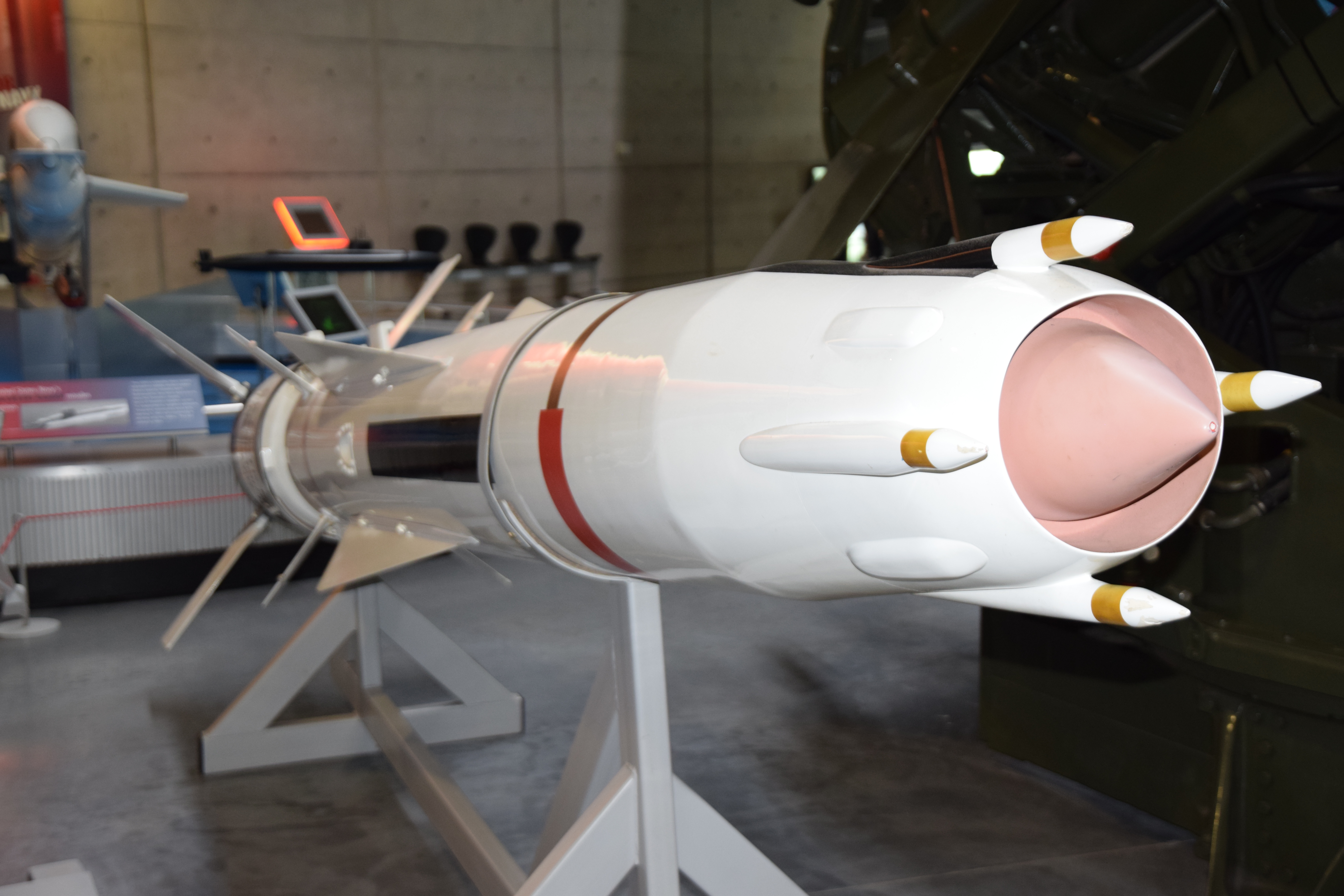
ミサイルのエアインテーク部
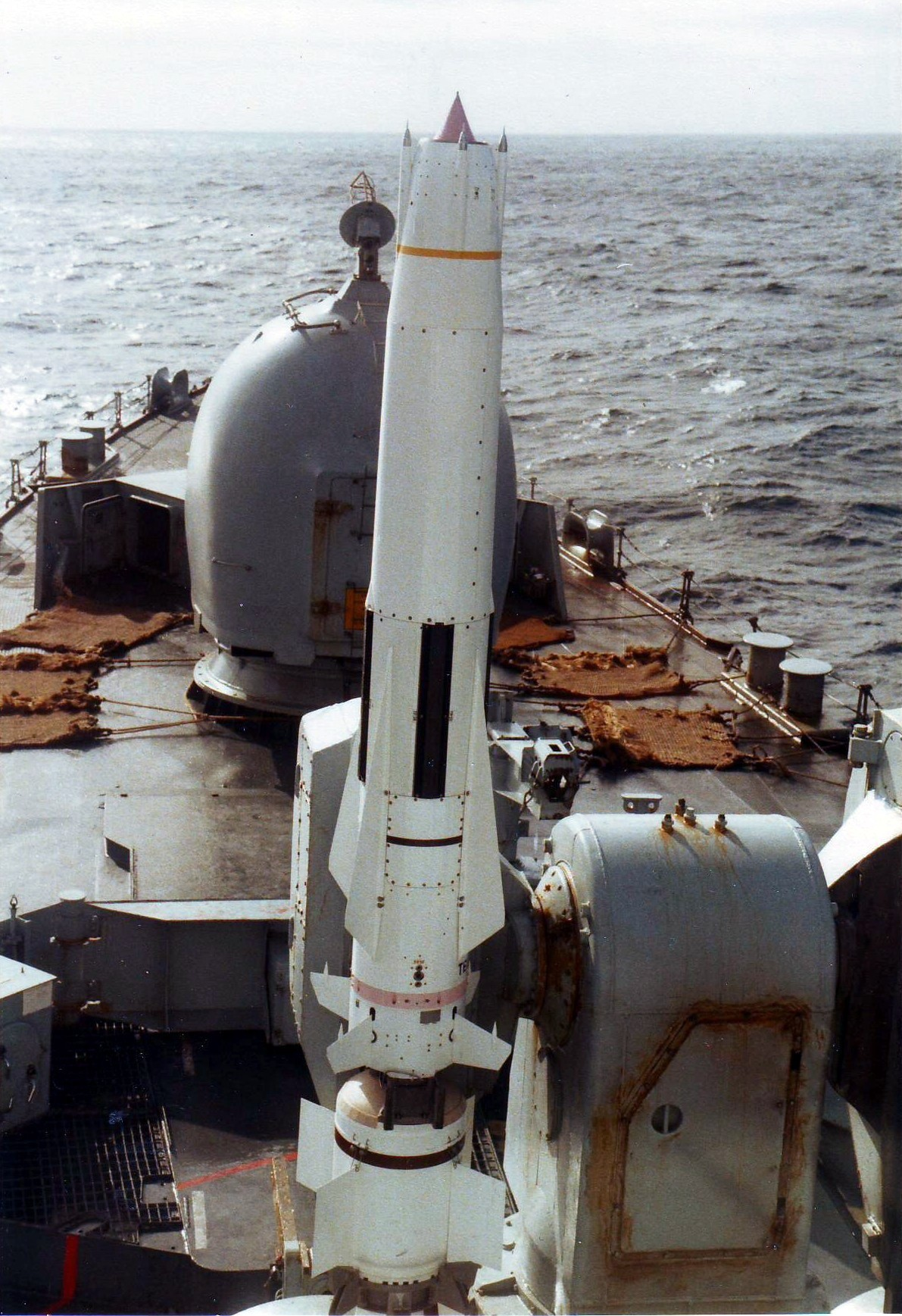
発射機に装填されたミサイル

### システム構成
シーダート・システムは、ミサイル本体のほか追尾レーダーと射撃指揮システム、ミサイル発射システムによって構成される。
艦上の追尾レーダーとしては、BAe（旧マルコーニ・レーダー）の909型が搭載された。動作周波数はC（G/H）バンド、2.44メートル径のカセグレンアンテナをレドームに収容している。また通常、ADAWS戦術情報処理装置を介して、長距離捜索用の1022型レーダーや目標捕捉用の992Q/R型・996型が探知した目標の情報の移管を受けて運用される。
ミサイル発射システムはBAeシステムズ（旧VSEL）社が設計したもので、甲板上に配置された連装発射機と船体内の弾庫、装填・移送装置から構成されている。アメリカ合衆国やロシアの類似システムと違ってミサイルの弾庫は水線下に配置されており、まずホイストで中間弾庫に揚弾してフィンの装着と暖機運転を行ったのち、防火ドアが開いて、油圧によって発射機にミサイルが装填される。弾庫内のミサイルは垂直に収容されており、インヴィンシブル級の搭載システムでは発射機1セットあたり36発のミサイルを収容していたが、42型では22発に減少した。インヴィンシブル級の搭載システムでは、40秒間隔に2発をサルボー発射し、2分間で6発を発射した実績がある。
なお、主として艦対艦ミサイルとしての運用を想定して、既存の艦に後日装備するための箱形発射筒も開発され、中国人民解放軍海軍が導入を検討したものの、フォークランド紛争での運用実態を踏まえて、導入計画は撤回された。

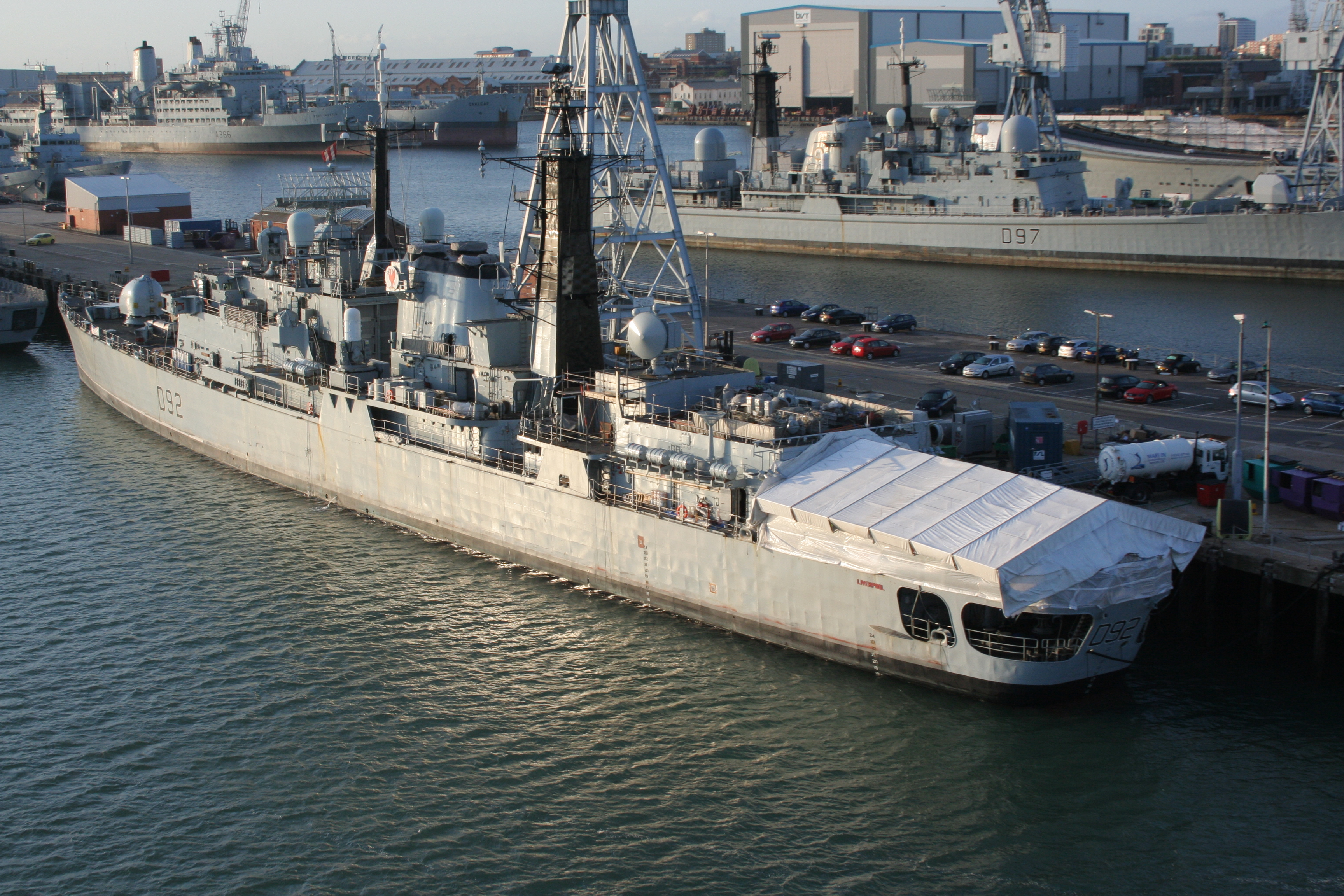
停泊中の「リヴァプール」。909型レーダーのレドームが外されている。
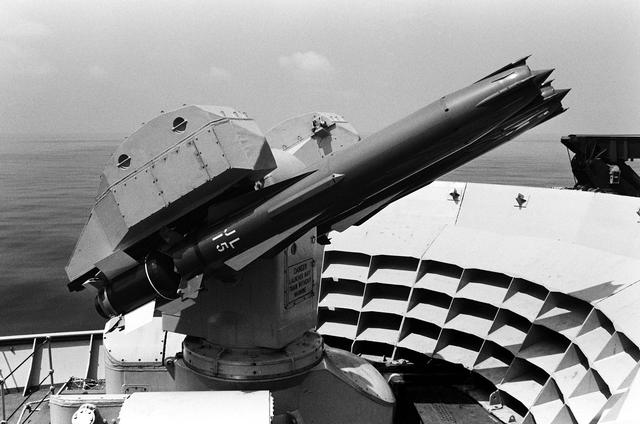
「インヴィンシブル」搭載の発射機

## 運用史

### 運用者と搭載艦
- イギリス海軍
  - 82型駆逐艦「ブリストル」
  - 42型駆逐艦
  - インヴィンシブル級航空母艦[注 3]
- アルゼンチン海軍
  - エルクレス級駆逐艦[注 4]

### フォークランド紛争
シーダート・ミサイル・システムは、就役から9年後のフォークランド紛争で初めて実戦の洗礼を受けた。この際、シーダートは7機の確実な撃墜を記録している。偵察のため、高高度から接近してきたリアジェットとの交戦では、従来知られていた有効射程外で撃墜を達成した。また、アルゼンチン軍航空隊による攻撃に対しては、イギリス海軍空母搭載のシーハリアー戦闘機が不利となる高高度での応戦を担当し、2機のスカイホーク攻撃機、1機のピューマヘリコプター、1機のキャンベラ爆撃機を撃墜している。
その一方、アルゼンチン海軍自身も本システムを運用していたため、その検討結果を踏まえて超低空での攻撃戦術を採用し、損害を抑えることに成功した。シーダート・ミサイルによって艦隊防空を行なうはずの42型駆逐艦は、より短射程だが優れた追随能力を有するシー・ウルフ艦対空ミサイルを搭載したフリゲートによって護衛される必要があった。実際、フォークランド紛争においては、本システムを搭載した42型駆逐艦のうちの「シェフィールド」と「コヴェントリー」の2隻が、アルゼンチン軍の航空攻撃によって戦没している。ただし超低空で攻撃を行った結果、多くの爆弾が信管作動前に命中することとなり、不発に終わったという面もある。

### 湾岸戦争
フォークランド紛争ののち、シーダート・ミサイル・システムは、数次にわたる改良を受け、この紛争で明らかになった問題点を是正した。これにより、本ミサイル・システムは、西側諸国でも屈指の中距離艦対空ミサイル・システムとなったのである。
そのことを証明したのが、湾岸戦争中の1991年2月に発生した戦闘であった。このとき、シーダート・ミサイル・システムを搭載したイギリス海軍の駆逐艦「グロスター」（D96）は、アメリカ海軍のオリバー・ハザード・ペリー級ミサイルフリゲート「ジャレット 」（FFG-33）とともに、イラク沿岸に対する砲撃を実施する戦艦「ミズーリ」（BB-63）を護衛して、イラク沿岸域で作戦行動中であった。
イラク軍は、この戦隊に対してHY-2対艦ミサイル2発を発射した。戦隊はただちに対応行動に入り、チャフを発射すると共に電子妨害を実施、これにより、HY-2のうち1発は海に着弾した。しかしチャフの展開により、ミサイルを迎撃するために作動状態に入ったジャレット搭載のファランクスCIWSが誤作動を起こし、「ミズーリ」に対して数発を発砲、水兵1名が負傷した。
一方、「グロスター」はシーダート・ミサイル2発を発射し、依然として飛翔中であった残るHY-2ミサイル1発を成功裏に撃墜した。これは、世界のいかなる艦対空ミサイルとしても、初めての対ミサイル迎撃のスコアとされる。